# Ort (Freyung)
Ort ist ein Dorf der Stadt Freyung im niederbayerischen Landkreis Freyung-Grafenau, eine ehemals selbständige Gemeinde und ein ehemaliger Kreishauptort.

## Geschichte
Ort und das nahe gelegene Schloss Wolfstein wurden durch den Passauer Bischof Wolfger von Erla um 1200 errichtet. Zuvor war das umliegende Land 1193 von Kaiser Heinrich VI. an die Passauer Bischöfe abgetreten worden. 1301 wird ein Ort als Purchstol zu Wolferstein und ein Wald dazu erstmals urkundlich erwähnt, das spätere Freyung. Das Schloss selbst diente als Wehranlage, Verwaltungssitz und bischöfliches Jagdschloss. Als 1803 das Hochstift Passau aufgelöst wurde, wurden Ort und Wolfstein zunächst Österreich angegliedert, drei Jahre später kam das Gebiet nach dem Frieden von Pressburg zum Königreich Bayern. 1806 wurde der bayerische Landgerichtsbezirk Wolfstein mit Sitz auf Schloss Wolfstein und mit den Gemeindeedikten von 1808/1818 auch die Landgemeinde Ort eingerichtet. Nachdem Mallersdorf 1952 zum Markt erhoben wurde, verblieb Ort mit dem Schloss Wolfstein der einzige Kreishauptort Bayerns, der weder Stadt noch Markt war.
Am 1. April 1954 wurde die Gemeinde Ort mit dem Hauptort und den Gemeindeteilen Bannholz, Geyersberg, Grillaberg, Königsfeld, Mittermühle, Oberndorf, Ortmühle, Perlesöd, Pittersberg, Promau, Schönbrunn, Solla, Winkelbrunn und Wolfstein nach Freyung eingegliedert. Da sich in Ort der Sitz des Landratsamtes des Landkreises Wolfstein befand, wurde Freyung zur neuen Kreisstadt dieses Landkreises und ab der Kommunalreform auch für den Namen des neuen Landkreises ausschlaggebend (Freyung, dann wegen des zugeschlagenen Altlandkreises Grafenau Freyung-Grafenau).

## Verkehr
Der Knotenpunkt von Bundesstraße 12 und St 2132 bei Ort ist seit 2006 durchgehend ein Unfallschwerpunkt und wird durch eine neue Verkehrsführung entschärft.